# Bácska - Бачка (лист)
Bácska - Бачка је лист на мађарском језику који је излазио у Сомбору од 7. јула 1878. до 1914. године.

## Историјат листа и политичко опредељење
Први значајни лист на мађарском језику у Сомбору била је Бачка.
Првих година, Бачка је редовно доносила преводе из српско-хрватског народног стваралаштва Ђерђа Радича, Еде Маргалића, Пола Деметера, Јаноша Сулика, Мите Поповића.
Лист у том периоду није служио ни једној политичкој странци.
Политичко опредељење Бачке постаје јасно 1884. године, када је уредништво преузео Иштван Молнар Лајош који је у свом увеодном чланку, између осталог и навео:
```
  „...ми ћемо се покорити жељи наших имућних интелектуалних суграђана што се тиче нашег будућег политичког опредељења, што је уједно и наша жеља, те, ћемо, без колебања, истаћи заставу мађарске слободне странке под чијим лепршањем ћемо се борити и радити у циљу лепше будућности наше жупаније.“
[
1
]
```

### Периодичност излажења
Бачка је у прво време излазила једанпут, а од 1872. године, два пута недељно.

### Место издавања
Сомбор, од 7. јула 1878. до 1914. године.године.

### Штампарија
Издавач и штампарија листа је била Штампарија Нандора Битермана и сина.

## Уредници
Први уредник Бачке био је Ђерђ Радич, директор Велике гимназије у Сомбору.
Радич је у првом броју нагласио да лист неће служити ни једној политичкој странци, већ да ће бити орган умерене слободоумности. Уредник је предвидео и следеће:
```
   „Бавићу се проблемима наших економских, новчаних, трговинских и занатских прилика. Управо због тога сматрам потребним да све што носи назив жупанија мора да има средиште у Сомбору, јер је он средиште ове жупаније.“  
```

Уредници листа били су још и: Иштван Молнар Лајош, Балогхи  Ерно, Битерман Шандор и  Тур Аладар.